# Gmina Krume
Gmina Krume (alb. Bashkia Krumë) – gmina miejska położona w północno-wschodniej części kraju. Administracyjnie należy do okręgu Has w obwodzie Kukës. W 2011 roku populacja wynosiła 6006 mieszkańców.
W skład gminy wchodzi jedno miasto Krumë i pięć wsi: Cahan, Gajrep, Krumë, Mujaj-Dajç i Zahrisht.